# Hans-Rainer Trebin
Hans-Rainer Trebin (* 19. Mai 1946 in Neustadt an der Waldnaab) ist ein deutscher Physiker und Hochschullehrer. Er war von 1985 bis 2012 Ordinarius am Lehrstuhl für Theoretische und Angewandte Physik der Universität Stuttgart und Geschäftsführender Direktor des gleichnamigen Instituts.

## Biographie
Hans-Rainer Trebin wuchs in Regensburg auf und studierte nach Abitur und Wehrdienst Physik an der Ludwig-Maximilian-Universität in München unter einem Stipendium der Studienstiftung des deutschen Volkes. Er erhielt sein Diplom 1973 mit der Arbeit „Untersuchung der Bandstruktur von Titankarbid“ bei Helmut Bross. 1976 wurde er an der Universität Regensburg mit einer Dissertation über das Thema „Polaronen und Exzitonen bei Valenzbandentartung“ unter Anleitung von Ulrich Schröder und Ulrich Rößler promoviert. Von 1978 bis 1980 war er als Postdoktorand tätig bei Joseph L. Birman am City College der City University in New York. Im Jahr 1982 habilitierte er sich an der Universität Regensburg mit der Schrift „The topology of non-uniform media in condensed matter physics“. Es folgten mehrere durch ein Heisenberg-Stipendium geförderte Auslandsaufenthalte. 1985 wurde er auf den Lehrstuhl für Theoretische und Angewandte Physik der Universität Stuttgart berufen und war dort bis zu seiner Pensionierung 2012 auch als Geschäftsführender Direktor des gleichnamigen Instituts (ITAP) tätig. Im Ruhestand war er eingeladen als Gastprofessor an der AGH-University of Science and Technology in Krakau, Polen (2015, 2016 und 2017) sowie an der Tohoku-University in Sendai (Japan, 2015).

## Leistungen

### Forschung
Bis zur Promotion befasste sich Trebin mit der Elektronentheorie in Festkörpern, zunächst mit der Bandstruktur von Titankarbid, dann mit Pseudopartikeln (Polaronen und Exzitonen) im Halbleiter Indiumantimonid. Während seiner Postdoczeit forschte er auf dem Gebiet der topologischen Klassifikation von Defekten in geordneten Medien, vorwiegend in Flüssigkristallen. Ab 1985 widmete er sich mit seinem Lehrstuhl der neu entdeckten Materialklasse von Quasikristallen. Er studierte mit analytischen und numerischen Methoden deren atomistische Struktur, Defekte, elementare Anregungen wie Phononen und Phasonen sowie Verhalten unter mechanischer Belastung und Laserbestrahlung. Trebin leitete hierzu als Koordinator von 1997 bis 2003 das DFG-Schwerpunktprogramm 1031 „Quasikristalle: Struktur und physikalische Eigenschaften“ und war Co-Chairman der 7th International Conference on Quasicrystals in Stuttgart 1999. In seiner Gruppe wurde das weltweit benutzte Molekulardynamikprogramm IMD (ITAP-Molekulardynamik) entwickelt. Dies geschah im Rahmen der DFG-Sonderforschungsbereiche 382 „Computational Physics“ und 716 „Dynamische Simulation von Systemen mit großen Teilchenzahlen“. Letzteren leitete er als Sprecher von 2008 bis 2012. Er betreute 92 Diplom-, Staatsexamens-, Bachelor- und Masterarbeiten sowie 44 Dissertationen.

### Ehrenamtliche Tätigkeiten
Nach seiner Ernennung zum Professor an der Universität Stuttgart war Trebin fast dreißig Jahre lang Mitglied des Fakultätsrats für Physik und jeweils eine Amtsperiode Dekan und Prodekan. Zwei Wahlperioden diente er als Vertreter der Professoren im Senat der Universität und eine Wahlperiode im Universitätsrat.
Von 1994 bis 1997 war Trebin Sprecher des Fachverbandes Dynamik und Statistische Physik der Deutschen Physikalischen Gesellschaft (DPG), 2006 bis 2010 Mitglied im DPG-Vorstand, verantwortlich für Wissenschaftliche Programme und Preise. Von Juli 2013 bis November 2022 wirkte er für die Gesellschaft als Ombudsmann.

## Veröffentlichungen

### Als Herausgeber
- Quasicrystals: Structure and Physical Properties, Editor H.-R. Trebin, Wiley-VCH (2003)
- Proceedings of the 7th International Conference on Quasicrystals, Guest Editors F. Gähler, P. Kramer, H.-R. Trebin, K. Urban, Materials Science and Engineering A294-296 (2000)

### Ausgewählte wissenschaftliche Artikel
- MAPW band structure-calculations for TiC with muffin-tin and angular dependent potentials, H.-R. Trebin, H. Bross: Journal of Physics C: Solid State Physics 8, 1181 (1975)
- Exchange and polaron corrections for excitons in the degenerate-band case, U. Rössler, H.-R. Trebin: Physical Review B 23, 1961 (1981)
- Quantum resonances in the valence bands of zinc-blende semiconductors. I. Theoretical aspects, H.-R. Trebin, U. Rössler, R. Ranvaud: Phys. Rev. B 20, 686 (1979)
- Excitons in cuprous oxide under uniaxial stress, H.-R. Trebin, H.Z. Cummins, J.L. Birman: Physical Review B 23, 597 (1981)
- The topology of non-uniform media in condensed matter physics, H.-R. Trebin, Advances in Physics 31, 195-254 (1982)
- Configurations in crystals, rod lattices, and lamellar systems, H.-R. Trebin: Physical Review Letters 50, 1381 (1983)
- Semidefects, R. Kutka, H.-R. Trebin: J. Physique Lettr. 45, 1119 (1984)
- An extension of the Landau-Ginzburg-de Gennes theory for liquid crystals, L. Longa, D. Monselesan, H.-R. Trebin: Liquid Crystals 2, 769 (1987)
- Fine structure of point defects and soliton decay in nematic liquid crystals, E. Penzenstadler, H.-R. Trebin: Journal de Physique 50, 1027(1989)
- Defects in liquid crystals and cosmology, H.-R. Trebin: Liquid Crystals 24, 127 (1998)
- IMD: a software package for molecular dynamics studies on parallel computers, J. Stadler, R. Mikulla, H.-R. Trebin: International Journal of Modern Physics C 8, 1131 (1997)
- A molecular dynamics run with 5 180 116 000 particles, J. Roth, F. Gaehler, H.-R. Trebin: International Journal of Modern Physics C 11, 317 (2000)
- Disclinations in quasicrystals, J. Bohsung, H.-R. Trebin: Physical Review Letters 58, 1204 (1987)
- Crack propagation in quasicrystals, R. Mikulla, J. Stadler, F. Krul, H.-R. Trebin, P. Gumbsch: Physical Review Letters 81, 3163 (1998)
- Self-assembly of monatomic complex crystals and quasicrystals with a double-well interaction potential, M. Engel, H.-R. Trebin: Physical Review Letters 98, 225505 (2007)
- Confirmation of the random tiling hypothesis for a decagonal quasicrystal, A. Kiselev, M. Engel, H.-R. Trebin: Physical Review Letters 109, 225502 (2012)
- Atomistic modeling of flexoelectricity in periclase, A. Chatzopoulos, P. Beck, J. Roth, H.-R. Trebin: Physical Review B93, 024105 (2016)